# Албрехт (Саксония-Кобург)
Вижте пояснителната страница за други личности с името Албрехт.
Албрехт фон Саксония-Кобург (на немски: Albrecht von Sachsen-Gotha-Altenburg; * 24 май 1648, Гота; † 6 август 1699, Кобург) от рода на Ваймерските Ернестински Ветини, е от 1680 г. херцог на Саксония-Кобург.

## Живот
Той е вторият син на херцог Ернст I (1675 – 1675) и съпругата му Елизабет София фон Саксония-Алтенбург (1619 – 1680), дъщеря на херцог Йохан Филип от Саксония-Алтенбург.
Принцът посещава заедно с брат си Бернхард от 1666 г. университета в Тюбинген, и по-късно продължава да следва в Женева.
Албрехт се жени на 18 юли 1676 г. в Гота за Мария Елизабет (1638 – 1687), дъщеря на херцог Август II фон Брауншвайг-Волфенбютел и вдовица на херцог Адолф Вилхелм фон Саксония-Айзенах. С нея той има само едно дете Ернст Август (1677 – 1678).
След смъртта на баща му Саксония-Гота се управлява първо от седемте братя, до наследствената подялба на 24 февруари 1680 г. Албрехт получава Саксония-Кобург.
Останал вдовец през 1687 г. Албрехт се жени втори път на 24 май 1688 г. в Кобург за Сузана Елизабет (1643 – 1717), дъщеря на Николаус Кемпински, фрайхер фон Швизиц и Алтенхофен цу Лимберг. Сузана Елизабет е издигната през 1689 г. на имперска княгиня от император Леополд.
Албрехт умира в Кобург на 51-годишна възраст.